# São Brás (Alagoas)
São Brás est une municipalité brésilienne dans l'État de l'Alagoas.